# Margaretha Elisabeth Forchhammer
Margaretha Elisabeth Forchhammer, född 1761, död 1857, var en tysk-dansk förläggare och tidningsutgivare.  Hon grundade och utgav den på sin tid välkända tidningen Wöchentlichen Tonderner Intelligenzblatts i Tönder mellan 1812 och 1840. 